# Язловецький замок
Язловецький замок — комплекс оборонно-житлових споруд (замок, палац) XIV—XVII століття в селі Язловець (колись — місто) Бучацького району Тернопільської області. У XVI ст. вважався одним з найкращих в Україні.

## Етапи будівництва
Язловецький замок складався з двох частин:
- власне замок на найбільш високому й, одночасно, найвужчому місці горба;
- дещо нижче, на захід — нижній замок, який включав також палац, побудований у XVII столітті (обгороджений стіною на межі XVI—XVII ст.).

### Замок

Верхній та Нижній замки в Язловці (XVII ст.). Автор реконструкції — Ігор Качор

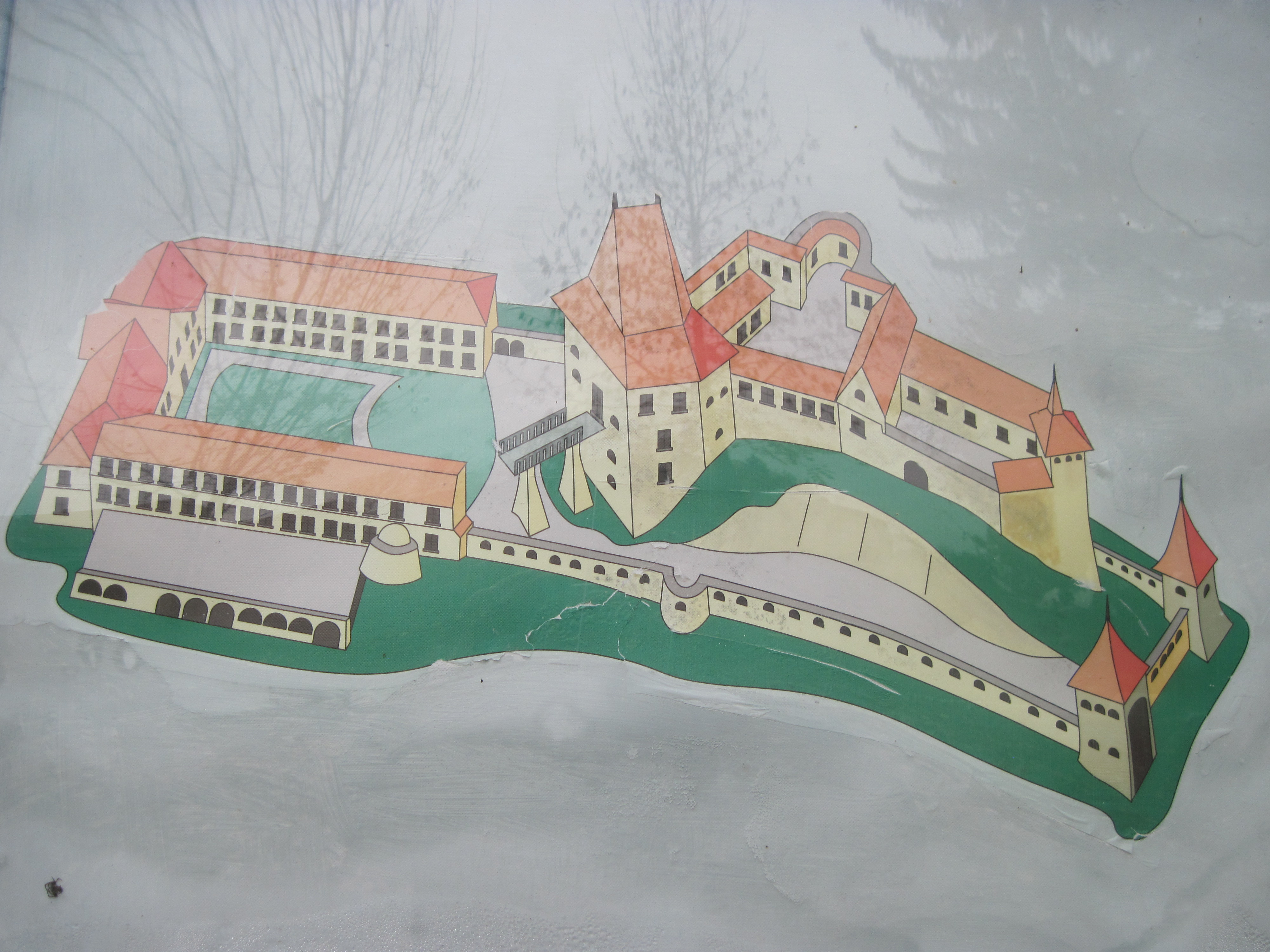
План замку Язловця

У руїнах власне замку чітко відбилися обриси початкової закладки, котра у плані має нерегулярну, видовжену п'ятикутну форму з одним усіченим (зрізаним) кутом. Замок розташовувався по осі схід-захід. У західному куті на плані квадрата знаходилася башта, а поблизу воріт, замурованих у XVI столітті до північної стіни був прибудований житловий будинок, біля якого знаходився глибокий колодязь. Зі східного кутового боку замок був захищений від можливих нападів стіною з нахилом за криницею. Перед стіною у скелі був видовбаний рів, котрий відділяв плато замку від передпілля. Вищезгадана невелика башта обнесена валом. Всередині добре видно різницю в укладці каменю в башті та інших стінах замку. Хімічний аналіз будівельного розчину виявив домішки гіпсу. Ці дані дали можливість висунути гіпотезу, що ця башта є найстаршою частиною первісного замку. Цілком імовірно, що перша оборонна споруда обмежувалася цією одинокою кам'яною баштою — сторожовою вежею, поряд з якою могли існувати дерев′яні укріплення — відновити які сьогодні вже неможливо.
Язловецький замок, який вперше згадується в документах у 1436 році, як резиденція феодалів Бучацьких гербу Абданк, має кілька будівельних періодів:
Перший період: ХІІІ — XIV ст. Нерегулярний видовжений п'ятикутник (980 м²) із квадратною баштою в гострому західному наріжнику. До північного боку примикав житловий будинок із криницею, в північно-західній стіні — брама. Зі заходу захищений скелястим урвищем, зі сходу — широким (11 м), проритим упоперек горба, ровом.
Другий період: перша половина XV ст. (1448 р.). Зі східного боку прибудовано оборонні мури нового дитинця (1180 м²), теж видовженого і п'ятикутного в плані з квадратною баштою в східному наріжнику. До східної стіни первісного замку прибудовано житловий будинок.
Третій період: 1550—1556, 1575—1607 роки. Добудова подільським воєводою Єжи Язловецьким з південно-західного боку первісного замку потужної п'ятиярусної башти-донжона (п'ятий ярус не зберігся) з потрійними бійницями для ведення перехресного вогню; між західним і східним дитинцями на місці широкого рову збудовано двоповерховий з проїздом будинок. У західному дитинці з північного боку Миколаєм та Геронімом Язловецькими прибудовано велику півкруглу бастею (через що розібрали старий будинок з криницею), перебудовано західну і північну стіни, біля яких споруджено новий житловий будинок. У східному дитинці до південної стіни в 1599 році прибудовано каплицю, до північної — двоповерховий дім.
Необхідно відзначити, що манера оформлення білокам'яного порталу над в'їздом до замку схожа на відповідну у Бережанському замку.
У четвертому періоді — 1649—1658 роках, — Александер Конєцпольський оточує замок зі сходу, заходу і півдня зовнішнім оборонним поясом — нижнім замком. Східна частина нижнього замку складається з двох з'єднаних стіною квадратних башт, одна з яких була надбрамною з підйомним мостом (не збереглися); західна частина — з прямокутного двоповерхового казематного будинку з арочним проїздом посередині і двома наріжними бастіонами, до яких зі заходу примикали довгі мури з бійницями і невеличкими овальними бастеями.
П'ятий період будівництва замку на 1747 рік, коли краківський каштелян Станіслав Понятовський сприяв перебудові нижнього замку на палац.

### Палац

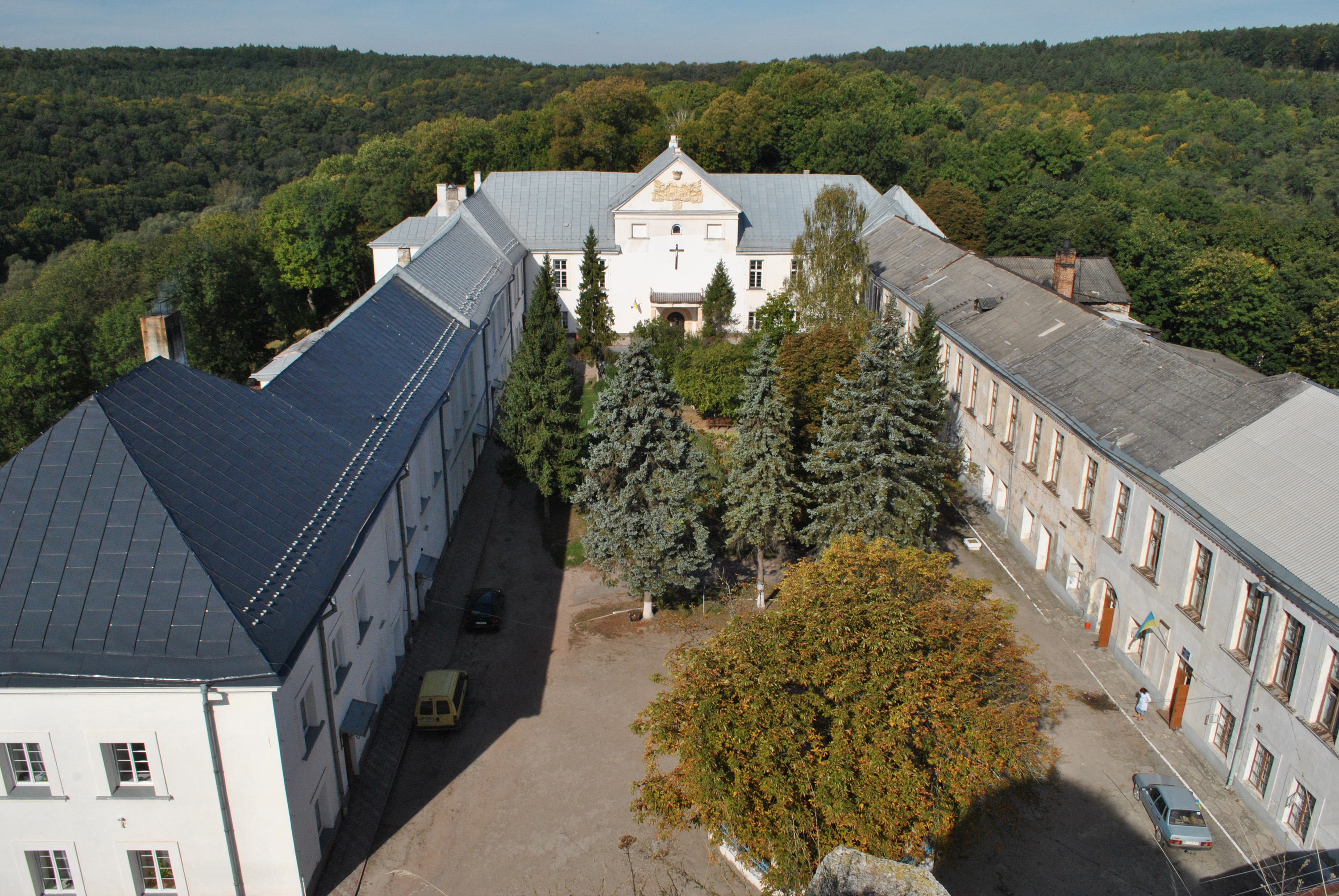
Язловецький палац, вигляд із замкової вежі

Побудований як казематне зміцнення нижнього замку, фланковане двома кутовими бастіонами, в період 1644—1659 рр. У 1747 р. будівля реконструйована, добудована двома бічними крилами, увібравши в себе оборонні стіни нижнього замку, і перетворена в палац. Він збудований з каменю і цегли, має П-подібний вигляд. Великий парадний двір-курдонер розкривається у бік замку і з'єднується наскрізним проїздом з парком.

## Спогади
Француз на прізвище Далейрак, що перебував у почті короля Яна Собеського під час битв із турками за Поділля, писав у своєму щоденнику про замок у Язловці:
|  | «Струмок, що оточує місто, звертає потім до підніжжя замкової гори і оточує її так само, як Смотрич оточує замкову гору в Кам'янці. Гора ця доступна тільки з боку міста. На цій горі підноситься замок з каміння і цегли. Перед брамою — широкий плац для військових вправ, на якому можна вишикувати до трьох тисяч війська. Замок, хоч і нерегулярний, не виглядає застарілим. Башти, рови, наріжники для гармат, вали, підземні льохи вирізняються міцністю та зручністю в обороні.» |

## Дослідження, проєкт реконструкції
У польському журналі Tygodnik Ilustrowany за 1864 р. міститься нарис Obrazy Rusi Czerwonej   з графічним зображенням руїн замку та описом краю.
У 1936—1939 роках Язловецький замок досліджував польський вчений Богдан Ґеркен.
Перспективний проєкт реконструкції Язловецького замку розроблений архітекторами Львівського інституту «Укрзахідпроектреставрація». Співробітники Львівського інституту «Укрзахідпроектреставрація» Микола Гайда, Оксана Бойко, Зиновій Лігу та інші, на чолі з керівником проєкту Романом Могитичем, на основі ґрунтовного аналізу архітектури Язловецького замку, проведених вимірів та інших наукових досліджень розробили проєкт реконструкції Язловецького замку.